# Danger Zone
Danger Zone is een nummer uit 1986 geschreven door Giorgio Moroder en Tom Whitlock, gezongen door de Amerikaanse zanger Kenny Loggins. Het nummer is afkomstig van de soundtrack van de film Top Gun. Op 13 mei van dat jaar werd het nummer op single uitgebracht.
Oorspronkelijk zou Toto het nummer opnemen, maar vanwege conflicten tussen de producers van de film ging dat niet door. Het nummer werd uiteindelijk opgenomen door Loggins, die er vooral in Amerika en het Duitse taalgebied een grote hit mee scoorde. In de Amerikaanse Billboard Hot 100 bereikte de plaat de 2e positie. Hoewel de plaat in het Nederlandse taalgebied geen hitlijsten bereikte, geniet de plaat er wel bekendheid.
In 2008 zei Loggins in een interview echter dat het nummer hem niet vertegenwoordigde als artiest.